# Agricoltura Coloniale
Agricoltura Coloniale (abreviado Agric. Colon.) fue una revista con ilustraciones y descripciones botánicas que fue editada en Florencia. Se publicaron 38 números en los años 1907-1944. Fue sustituida por la Rivista di Agricoltura Subtropicale e Tropicale.